# Pauline Brünger

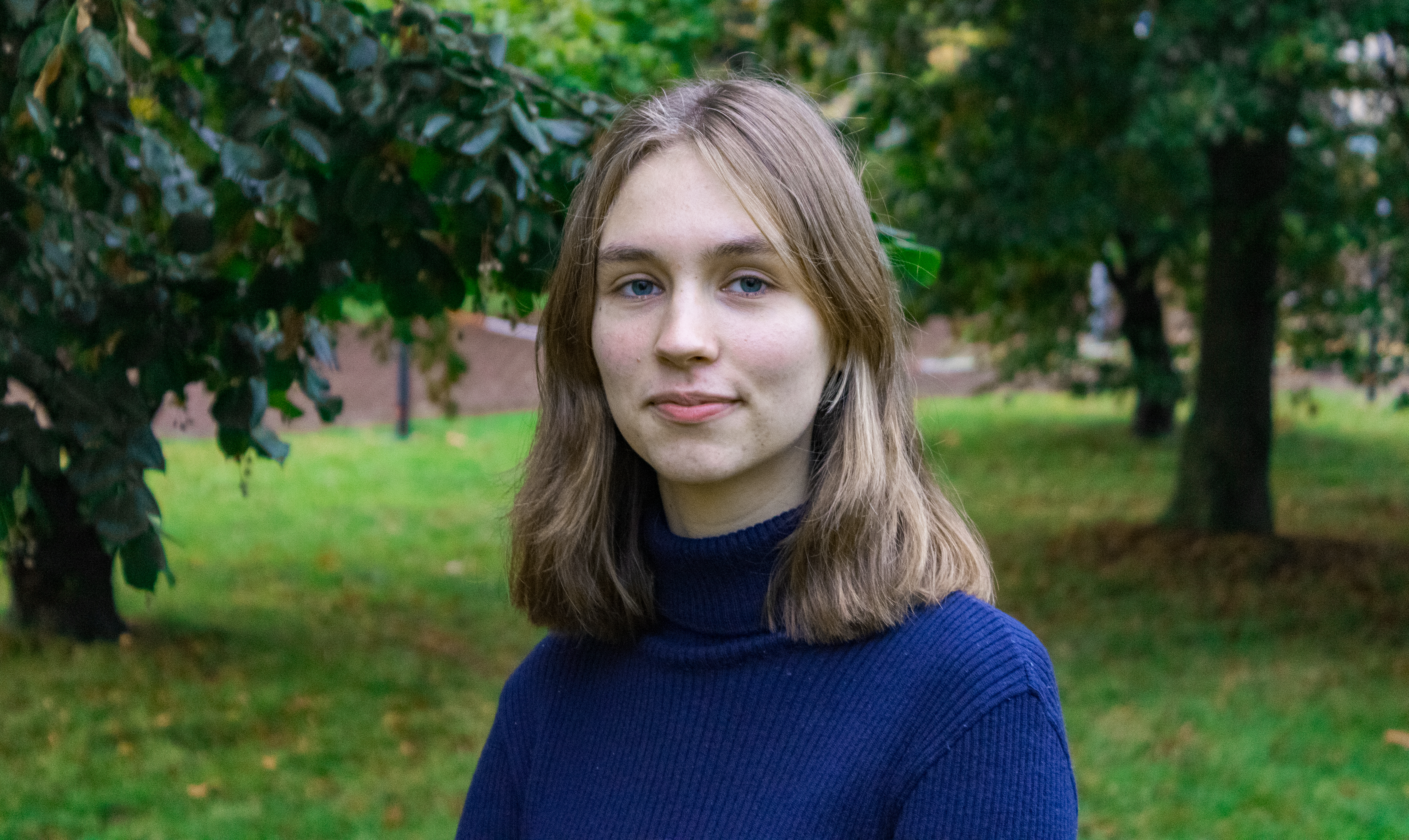
Pauline Brünger, 2021

Pauline Brünger (* 26. November 2001 in Köln) ist eine deutsche Klimaaktivistin und Sprecherin von Fridays for Future in Deutschland.

## Werdegang
Brünger wuchs in Köln auf und besuchte das Schiller-Gymnasium in Sülz. Schon als Kind war sie Mitglied bei Greenpeace und engagierte sich früh bei Fridays for Future. Dazu begann sie mit 17, freitags häufig nicht die Schule zu besuchen, sondern stattdessen in der Kölner Innenstadt zu demonstrieren, und betreute vorübergehend die Social-Media-Accounts der Kölner Ortsgruppe. 2020 wurde sie Social-Media-Managerin sowie später eine der Sprecherinnen und Sprecher von Fridays for Future Deutschland.
2020 begann sie den Studiengang Philosophy, Politics and Economics an der Heinrich-Heine-Universität Düsseldorf.
Brünger lebt vegan.

## Positionen
Im Vorfeld der Europawahl in Deutschland 2019 engagierte sie sich mit medialen Appellen an alle Personen über 18 Jahren, wählen zu gehen, um „die letzte Wahl, bei der noch Entscheidungen gefällt werden können, die das Klima beeinflussen“, zu nutzen. Sie forderte mehrfach, dass sich Fridays for Future nicht von Parteien vereinnahmen lassen dürfe. In einem Artikel in der Zeit schrieb sie: „Wir begreifen uns als Sprachrohr der Wissenschaft. Unsere Forderungen basieren einzig und allein auf deren Erkenntnissen.“ Um im Zuge der COVID-19-Pandemie in Deutschland den Fragen der sozialen Gerechtigkeit besser begegnen zu können, verwies sie auf die Zusammenarbeit mit Gewerkschaften und sozialen Trägern.
Als Fridays for Future Ende 2019 die wöchentlichen Streiks einstellte, befürwortete Brünger dies. Dem Spiegel sagte sie, dass auch ohne Fridays for Future mittlerweile über die Klimakrise geredet würde und sich die wöchentlichen Demonstrationen mit dem großen Organisationsaufwand auf Dauer nicht lohnen würden, wenn sich politisch so wenig bewegen würde, wie bislang. Daneben gebe es genügend andere Aktivitäten von Fridays for Future wie die Public Climate School, und es sei Zeit für konkretere Maßnahmen als Demonstrationen und Appelle, da „wir einfach kein Vertrauen in die GroKo haben. Die Zeit ist zu knapp, dass wir darauf warten, ob und was passiert.“ In der taz sagte sie, dass der Leitsatz „Wir streiken, bis ihr handelt“ nicht aufgegangen sei, das könne man am wirkungslosen Klimapaket und dem verzögerten Kohleausstieg in Deutschland sehen.
Als während der Covid-19-Pandemie in Deutschland diskutiert wurde, ob es für Politiker nach der Pandemie noch so viele Delegationsreisen geben sollte, positionierte sie sich in einer Meldung für die Wichtigkeit solcher Reisen, verwies jedoch darauf, dass diese, wann immer möglich, statt mit Auto oder Flugzeug mit umweltfreundlichen Alternativen wie Zügen bewerkstelligt werden müssten.
Im Vorfeld zur Bundesdelegiertenkonferenz von Bündnis 90/Die Grünen im Juni 2021 trat Brünger als Kritikerin des Parteiprogramms in Erscheinung. Sie argumentierte, der Bundesvorstand von Bündnis 90/Die Grünen traue sich nicht, ein Parteiprogramm vorzuschlagen, das mit der 1,5-Grad-Grenze im Pariser Klimaabkommen vereinbar sei. Zudem kritisierte sie das für 2030 angestrebte Neuzulassungsverbot von Verbrennerautos als zu spät.
Nach den Flutkatastrophen in Nordrhein-Westfalen und Rheinland-Pfalz 2021 kritisierte Brünger das Verhalten von CDU und SPD als unaufrichtig, da beide Parteien sich nach der Flut für mehr Klimaschutz einsetzen wollten, aber zur selben Zeit keine Verantwortung für ihre bisherige Politik übernehmen würden. Im Fernsehsender n-tv kommentierte sie dazu:

„Das ist ein absolut heuchlerischer Diskurs. So kurz vor der Bundestagswahl scheint es nicht um die ehrliche Solidarität mit den Betroffenen zu gehen, sondern ganz viel um Wahlkampf.“

Bei hart aber fair sprach sie sich für eine Neuauflage aller Parteiprogramme vor der Bundestagswahl aus, um diese mit dem 1,5-Grad-Ziel vereinbar zu machen. In der Talkshow Markus Lanz nahm sie Stellung zu den Demonstrationen in Lützerath und zur Gefahr einer zunehmenden Radikalisierung der Klimaprotestler.